# Dariganga

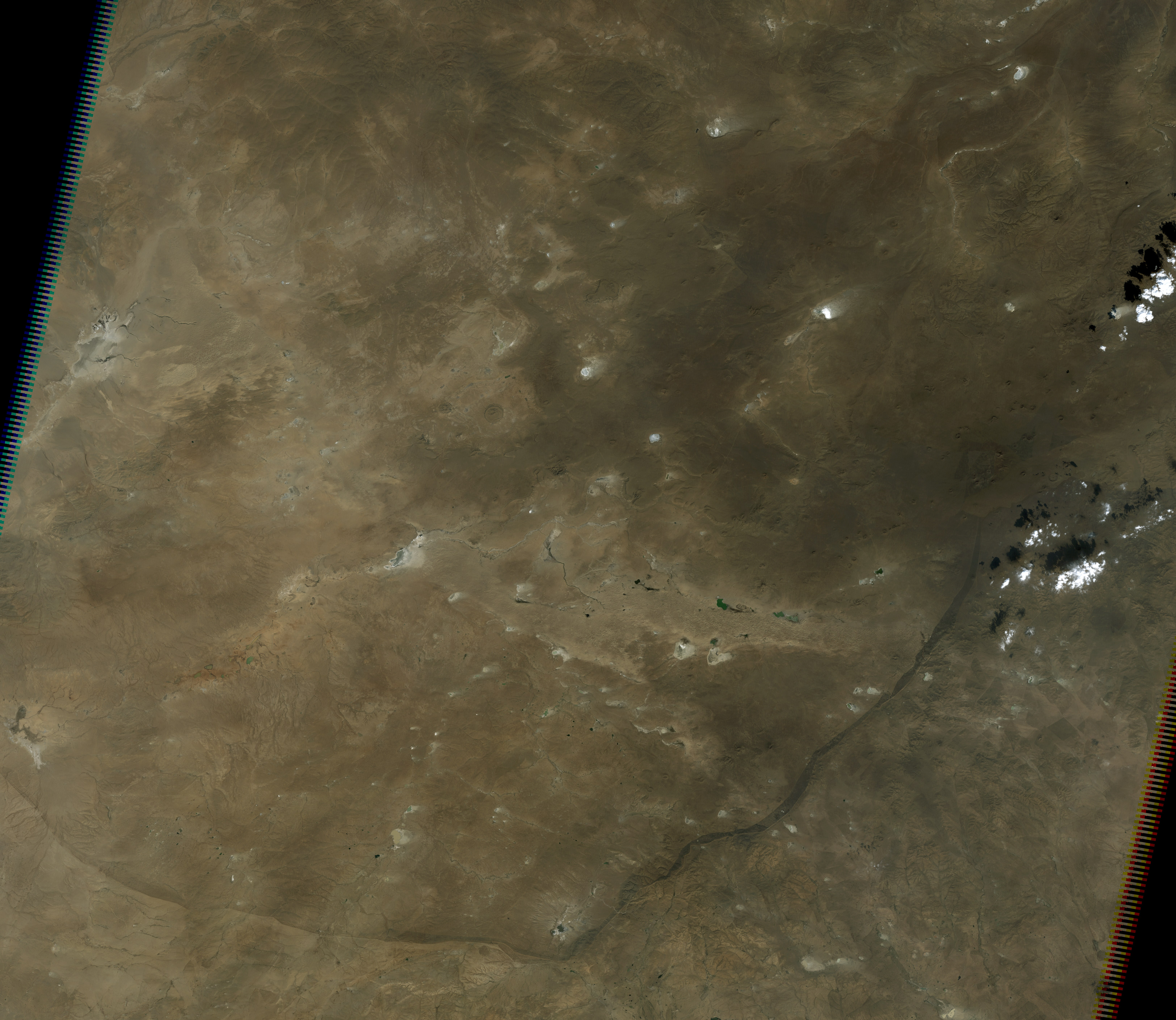
Płaskowyż Dariganga, zdjęcie satelitarne, LandSat-5, 5 października 2006. Nieco ciemniejszy pasek biegnący na zdjęciu od obłoków na południowy zachód a potem skręcający na zachód – granica Mongolii i Chin.

Dariganga (mong. Дарьганга) – masyw wulkaniczny w Mongolii, we wschodniej części Wyżyny Mongolskiej, na obszarze ajmaku suchebatorskiego; południowo-wschodnia część leży na terytorium Chin. Przeważa krajobraz równinny, miejscami urozmaicony niewielkimi pagórkami. Średnia wysokość wynosi ok. 1300–1400 m n.p.m. Większa część masywu zbudowana z młodych bazaltów, czasami bez pokrywy glebowej, z ponad 200 stożkami wygasłych wulkanów (najwyższy Szilijn Bogd uul – 1778 m n.p.m.; Bajan Dulaan uul – 1750 m n.p.m.; Dzotol Chan uul – 1375 m n.p.m.). W zapadliskach występują solniska, takyry i niewielkie jeziora. Na obrzeżach zapadlisk tworzą się ciągi piasków, zwłaszcza na południowym zachodzie (Molcog els). Klimat wybitnie suchy. Występują suche trawy stepowe, a w pobliżu jezior wierzby i wiązy.
W 1993 roku tereny piaszczyste Molcog els i wokół słodkowodnego, znanego z dużej populacji łabędzi, jeziora Gang nuur zostały uznane za pomnik przyrody. W 2004 roku powiększono obszar chroniony i utworzono Park Narodowy Dariganga o powierzchni 64 710 ha. W tym samym roku status pomników przyrody otrzymały dwa obszary leżące na północny wschód od parku narodowego, Szilijn Bogd (17 935 ha) i Chörgijn chöndij (6400 ha).